# Bruce Cumings
Bruce Cumings (Rochester, New York, 1943. szeptember 5. –) amerikai történelemprofesszor, Kelet-Ázsia-kutató, Korea-kutató, a Chicagói Egyetem oktatója. Első könyve, a The Origins of the Korean War elnyerte az Amerikai Történelmi Társaság John King Fairbank-díját.

## Munkái
- The Origins of the Korean War (2 kötet). Princeton University Press, 1981, 1990
- Jon Halliday, Bruce Cumings: Korea: The Unknown War, London: Viking Press, 1988
- War and Television. Verso, 1993
- Korea's Place in the Sun: A Modern History. Norton, 1997
- Parallax Visions: Making Sense of American-East Asian Relations. Duke University Press, 1999, 2002
- North Korea: Another Country. The New Press, 2004
- Inventing the Axis of Evil. The New Press, 2005 (társszerző)
- Dominion from Sea to Sea: Pacific Ascendancy and American Power, New Haven: Yale University Press,  2009
- The Korean War: A History. Modern Library Chronicles, 2010